# Botha's Hill

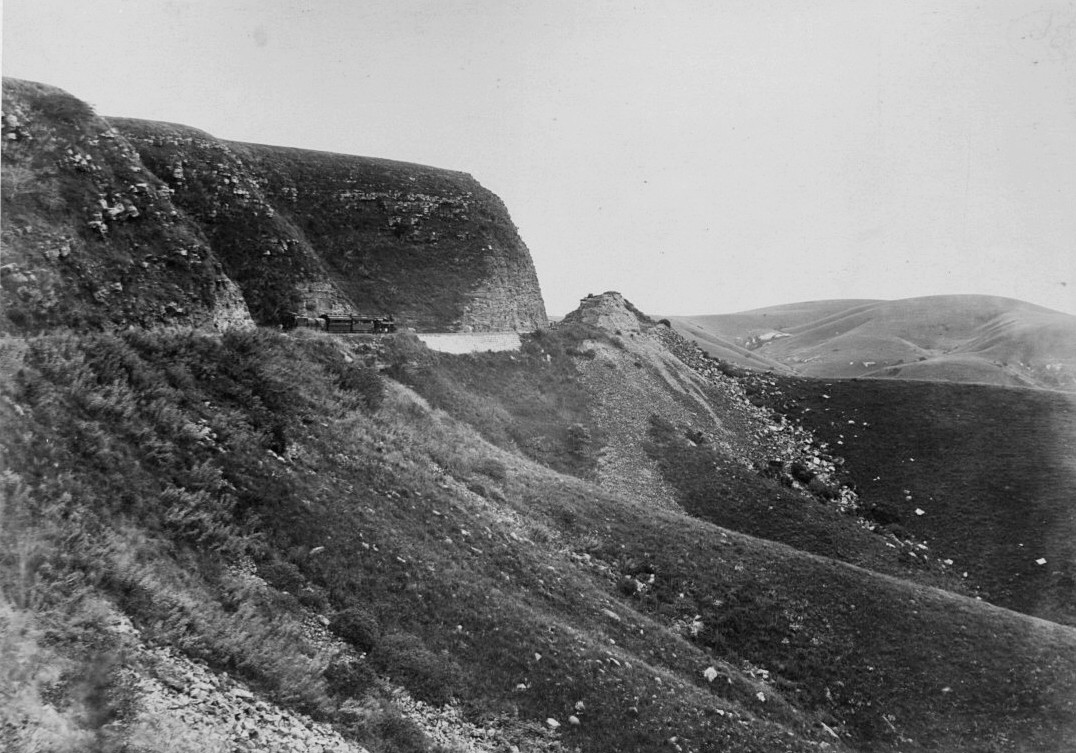
Vies de tren a Bothas Hill

Botha's Hill és una petita ciutat als afores de Hillcrest, a la província de KwaZulu-Natal, Sud-àfrica. És la porta d'entrada a la Vall dels Mil Turons. El Kearsney College es va traslladar a Botha's Hill el 1939. La vil·la es troba a 37 km al nord-oest de Durban, a la carretera cap a Pietermaritzburg. El seu nom és en honor d'un colon, Philip Rudolph Botha, avi del General Louis Botha (1862-1919), primer Primer Ministre de la Unió de Sud-àfrica. El 12 d'abril de 1988 hi va morir Alan Paton, escriptor sud-africà.